# 원 코트 스퀘어

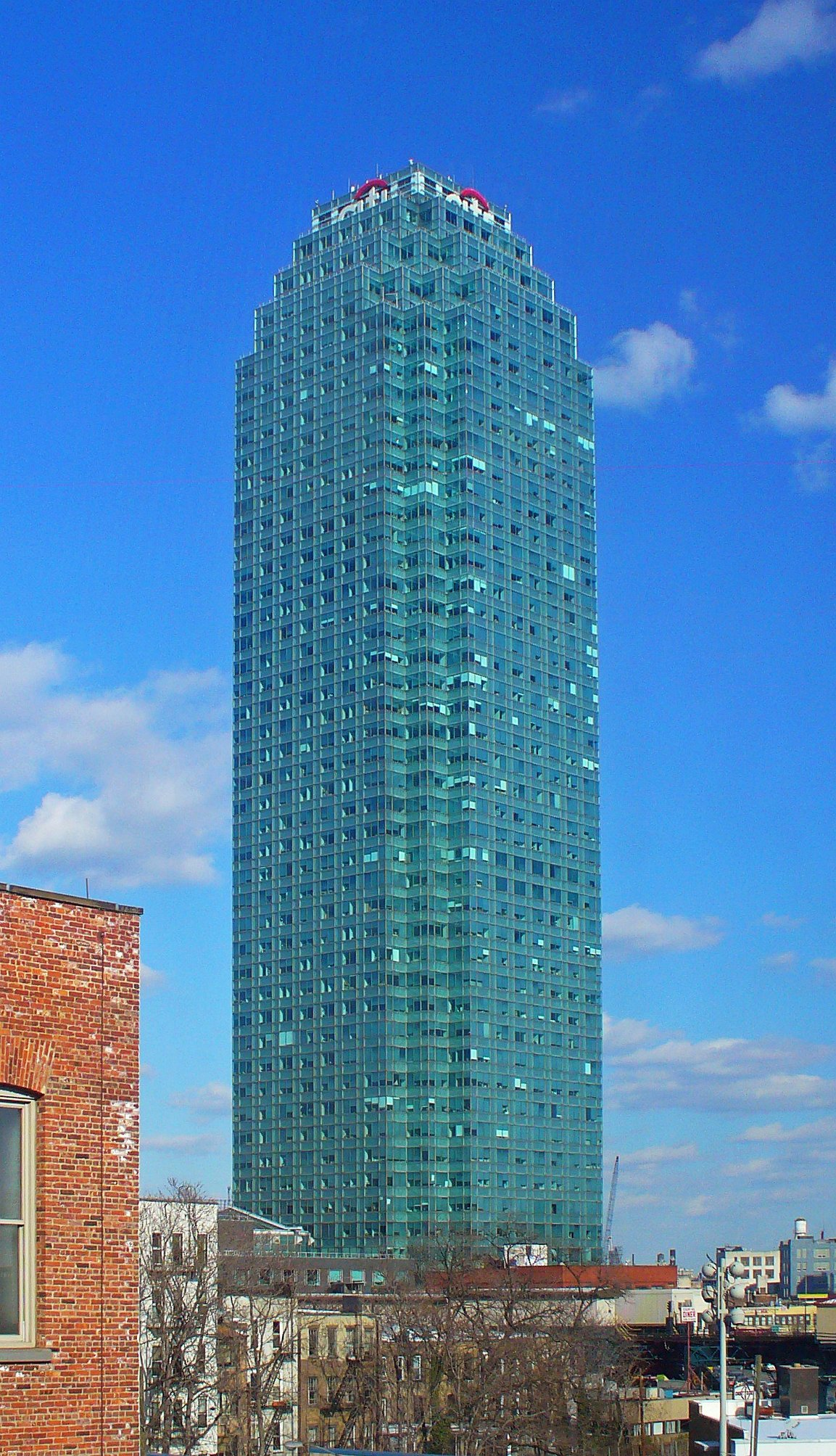
원 코트 스퀘어

원 코트 스퀘어(One Court Square) 또는 시티그룹 빌딩(Citigroup Building)은 뉴욕 퀸스 롱아일랜드시티에 위치한 마천루로, 맨해튼을 제외한 뉴욕에서 가장 높은 건물이다.

## 같이 보기
- 뉴욕의 마천루 목록